# Galeropsis paradoxa
Galeropsis paradoxa är en svampart som beskrevs av Pilát 1948. Galeropsis paradoxa ingår i släktet Galeropsis och familjen Bolbitiaceae.   Inga underarter finns listade i Catalogue of Life.